# La Spezia Challenger
Il La Spezia Challenger è stato un torneo professionistico di tennis giocato su campi in terra rossa. Faceva parte dell'ATP Challenger Series. L'unica edizione si è disputata a La Spezia in Italia.

## Albo d'oro

### Singolare
| Anno | Campione        | Finalista         | Punteggio |
| ---- | --------------- | ----------------- | --------- |
| 1981 | Adriano Panatta | Željko Franulović | 6–2, 6–0  |

### Doppio
| Anno | Campioni                          | Finalisti                      | Punteggio |
| ---- | --------------------------------- | ------------------------------ | --------- |
| 1981 | Željko Franulović Adriano Panatta | Gianni Marchetti Enzo Vattuone | 6–2, 6–4  |